# 三菱SpaceJet

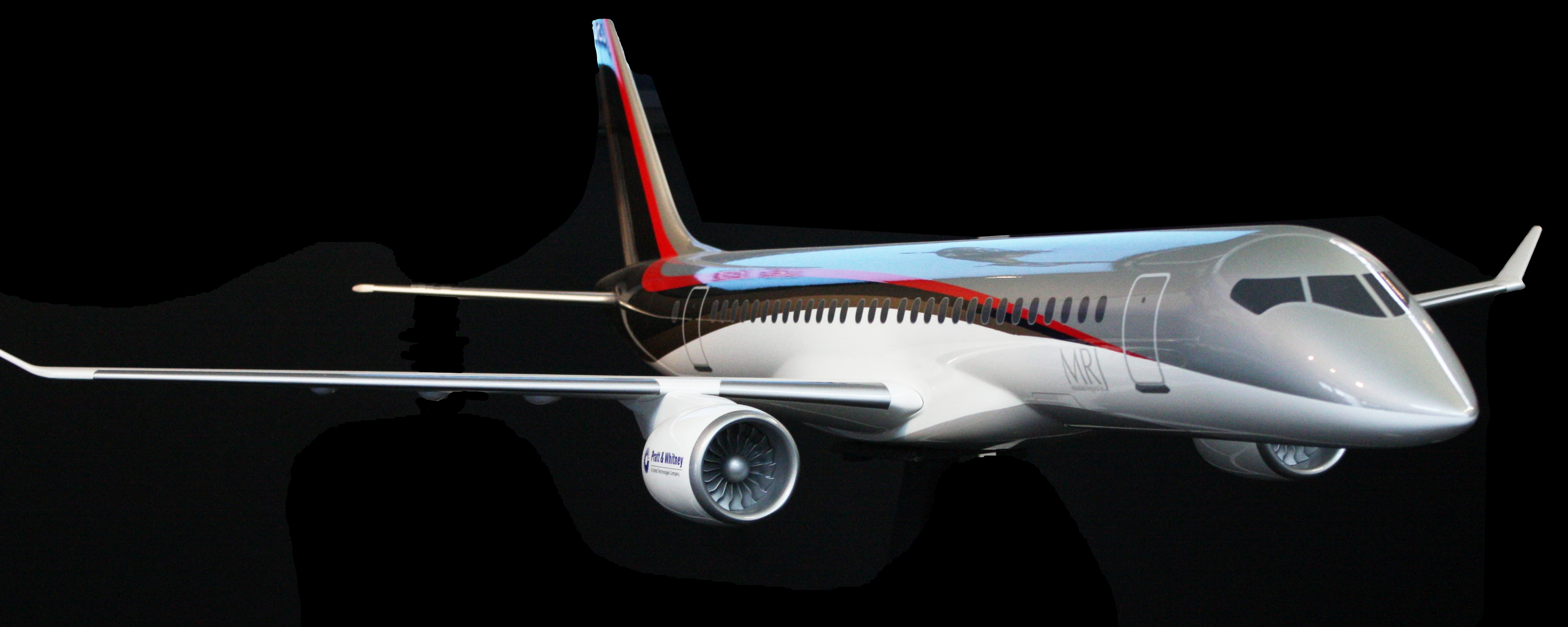
在2010年柏林航空展（ILA2 010）中展出的MRJ縮比模型。

三菱SpaceJet（日語：三菱スペースジェット、英語：，是2003年一款由日本三菱飛機股份公司（日语：三菱航空機）開發研製的新世代支线用噴射客機，機上座位訂定在70至90人之間，計劃舊稱「三菱支線噴射客機」（MRJ），自2019年6月13日改为现名。此機為繼1965年啟用的YS-11之後，日本第二款國產客機，也是第一款國產的噴射客機。
2015年11月11日首飛，2020年10月項目因疫情無限期凍結。其後因飛機的設計有很多不務實的地方，更偏向於三菱的獨立研究，於是發生在美國取證十分困難的問題，如果再投入心力跟金錢改善，將幾乎沒有收回成本的可能，2023年2月7日正式終止。不過日本仍對航空製造抱持信心，打算以此經驗為基礎，結合世界的供應商聯合再次研製環保的新型國內客機，檢討指出，時間拖延太久造成銷售與財務上無法避免的障礙，只能停手整個計畫。

## 開發與設計

### 立項
MRJ計劃案最早是從2002年8月由經濟產業省所釋出30至50人座小型噴射機計劃消息，其底下又分為「環境適應型高性能小型航空機」與「環境適應型小型航空機引擎」兩個方案，因為YSX計劃失敗的影響，這個開發案一開始便形成日本飛機製造商各自獨立評估的方案。
當時的世界民航環境甫經歷一場巨大改變，加拿大所開發的運用其低操作成本與低噪音等優勢迅速席捲了民航業界，並以更優越的速度與乘坐品質打敗了傳統在此區塊市場的渦輪螺旋槳發動機客機，帶動各國爭相投入區間客機的研發市場，而日本也不例外。三菱重工在2002年秋季派遣調查團到美國實施市場調查，評估後認為新客機可用高科技減低飛機空重，改善燃油效率，以數碼操作系統簡化操作；三菱評估從2003年開始在5年內的開發便可完成，成本只需500億日圓，而其中半數可請自於國家補助。
經過評估後，在2003年4月7日，由產經省下的新能源產業技術綜合開發機構正式提出開發計劃，希望在4月底標案截止時找到合作對象。三菱投標之後在5月公佈協力廠商，富士重工業與日本航空機開發協會（JADC）合作開發飛機主翼，機體則與宇宙航空研究開發機構（JAXA）以及東北大學合作開發。當年在產經省提撥10億日圓補助款下，正式開始開發運作新客機。引擎的開發案則由IHI得標，但最終成果不明。MRJ是採用普惠生產的PW1000G作為發動機平台。另外，三菱飛機公司原本是三菱重工的全資子公司，但在2008年時獲得豐田汽車約百億日圓的投資挹注，而成為兩大集團的共同開發計劃。

### 設計更改、試製及試飛
三菱重工原定計劃是將整架飛機使用大量的碳纖維基礎的複合材料來製造，但在2009年9月時把碳纖維複合材料的使用比例降低至10%至15%，且主要用於機尾。這個設計使機艙增加至204.47厘米（80.5吋），機身高度增至295.91厘米（116.5吋），同時令MRJ的機艙比同級對手（CRJ系列及E系列）更寬更高。
首架MRJ飛機於2011年4月開始正式组装。2014年5月，編號MSN9001的第一架原型機（未裝配發動機）在名古屋完成組裝出廠，隨後地面靜力測試，三菱預計再組裝另一架用於地面疲勞測試。
用於飛行測試的飛機於2013年10月開始組裝，型号为MRJ90，编号JA21MJ。首飛日2015年11月11日，該機型在前輩YS-11首飛的53年後，於上午9时35分（UTC+9），MRJ从爱知县的名古屋机场起飞，在太平洋海岸飞行测试了1.5小时，试飞中测试飞机基本起降操作和转向性能，最后返回名古屋机场按计划着陆。

### 多次延遲交付
三菱飞机12月24日宣布，MRJ的交付时间将从原先预订的2017年4～6月推迟至2018年中期。虽然此前首次试验飞行取得成功，但在静力试验中发现主翼有可能未达到取得型号合格证所需的强度，需要时间改造和试验。至此这已是该飞机第6次开发计划延期与第4次推迟交付时间，比原定2013年商用化的計劃延後五年，更比當初三菱和日本政府的預期慢了近十年左右。

### 因疫情中止開發
其後，受2019冠狀病毒病日本疫情影響，三菱重工決定於2020年5月尾，削減SpaceJet項目的一半經費。及後，更於同年10月宣佈暫時擱置此項目至不早於2023年，以節省更多預算。2021年更是把99.6%的投資撤出，形同停止。

### 積重難返宣布正式取消
2023年2月7日，三菱SpaceJet項目完全終止。2023年3月，原型機於美國西北部的格蘭特縣國際機場拆解。社長後來受訪稱，美國方面的指導工程師跟日本工程師早有不和，所造的飛機設計一直無法突破取證資格，所以預算與研發時間拖延用盡下，不能繼續投入處理，項目最終沒了下文。

## 事件
2017年10月份神戶製鋼所因內部利益紛爭的舉發爆發大型造假案，公司出面承認長達十年以上期間部分鋁製和銅製產品強度和耐久度數據作假，以達到客戶品質要求，豐田汽車和三菱重工在內逾200家廠商被捲入，三菱公司表示支線噴射機的一些組件採用神戶製鋼所供應的鋁材。

## 规格
MRJ设计有6個型號，使用兩種不同的機身長度。另计划有载客100人左右的MRJ100X亚型。
來源：Mitsubishi Aircraft CorporationAviation Week
|                                    | MRJ70                        | MRJ70                        | MRJ70                        | MRJ90                        | MRJ90                        | MRJ90                        |
| MRJ70STD                           | MRJ70ER                      | MRJ70LR                      | MRJ90STD                     | MRJ90ER                      | MRJ90LR                      |                              |
| ---------------------------------- | ---------------------------- | ---------------------------- | ---------------------------- | ---------------------------- | ---------------------------- | ---------------------------- |
| 长度                               | 33.4（110英尺）              | 33.4（110英尺）              | 33.4（110英尺）              | 35.8（117英尺）              | 35.8（117英尺）              | 35.8（117英尺）              |
| 高度                               | 10.4（34英尺）               | 10.4（34英尺）               | 10.4（34英尺）               | 10.4（34英尺）               | 10.4（34英尺）               | 10.4（34英尺）               |
| 翼展                               | 29.7（97英尺）               | 29.7（97英尺）               | 29.7（97英尺）               | 29.7（97英尺）               | 29.7（97英尺）               | 29.7（97英尺）               |
| 座位数                             | 76                           | 76                           | 76                           | 88                           | 88                           | 88                           |
| 载货容量                           | 644立方英尺（18.2立方）      | 644立方英尺（18.2立方）      | 644立方英尺（18.2立方）      | 644立方英尺（18.2立方）      | 644立方英尺（18.2立方）      | 644立方英尺（18.2立方）      |
| 引擎（×2）                         | 普惠 PW1215G                 | 普惠 PW1215G                 | 普惠 PW1215G                 | 普惠 PW1217G                 | 普惠 PW1217G                 | 普惠 PW1217G                 |
| 引擎推力（×2）                     | 15,600磅力（69,000牛頓）     | 15,600磅力（69,000牛頓）     | 15,600磅力（69,000牛頓）     | 17,600磅力（78,000牛頓）     | 17,600磅力（78,000牛頓）     | 17,600磅力（78,000牛頓）     |
| 最大起飞重量                       | 36,850（81,240磅）           | 38,995（85,969磅）           | 40,200（88,600磅）           | 39,600（87,300磅）           | 40,995（90,379磅）           | 42,800（94,400磅）           |
| 最大降落重量                       | 36,200（79,800磅）           | 36,200（79,800磅）           | 36,200（79,800磅）           | 38,000（84,000磅）           | 38,000（84,000磅）           | 38,000（84,000磅）           |
| 最大无燃油重量                     | 34,000（75,000磅）           | 34,000（75,000磅）           | 34,000（75,000磅）           | 36,150（79,700磅）           | 36,150（79,700磅）           | 36,150（79,700磅）           |
| 满载航程                           | 1,880（1,020海里）           | 3,090（1,670海里）           | 3,740（2,020海里）           | 2,120（1,140海里）           | 2,870（1,550海里）           | 3,770（2,040海里）           |
| 最大巡航速度                       | 0.78马赫, 447節（828每小時） | 0.78马赫, 447節（828每小時） | 0.78马赫, 447節（828每小時） | 0.78马赫, 447節（828每小時） | 0.78马赫, 447節（828每小時） | 0.78马赫, 447節（828每小時） |
| 实用升限                           | 11,900（39,000英尺）         | 11,900（39,000英尺）         | 11,900（39,000英尺）         | 11,900（39,000英尺）         | 11,900（39,000英尺）         | 11,900（39,000英尺）         |
| 起飞需求跑道长度 （MTOW, SL, ISA） | 1,450（4,760英尺）           | 1,620（5,310英尺）           | 1,720（5,640英尺）           | 1,490（4,890英尺）           | 1,600（5,200英尺）           | 1,740（5,710英尺）           |
| 降落需求跑道长度 （MLW，干跑道）   | 1,430（4,690英尺）           | 1,430（4,690英尺）           | 1,430（4,690英尺）           | 1,480（4,860英尺）           | 1,480（4,860英尺）           | 1,480（4,860英尺）           |

## 已訂購的公司

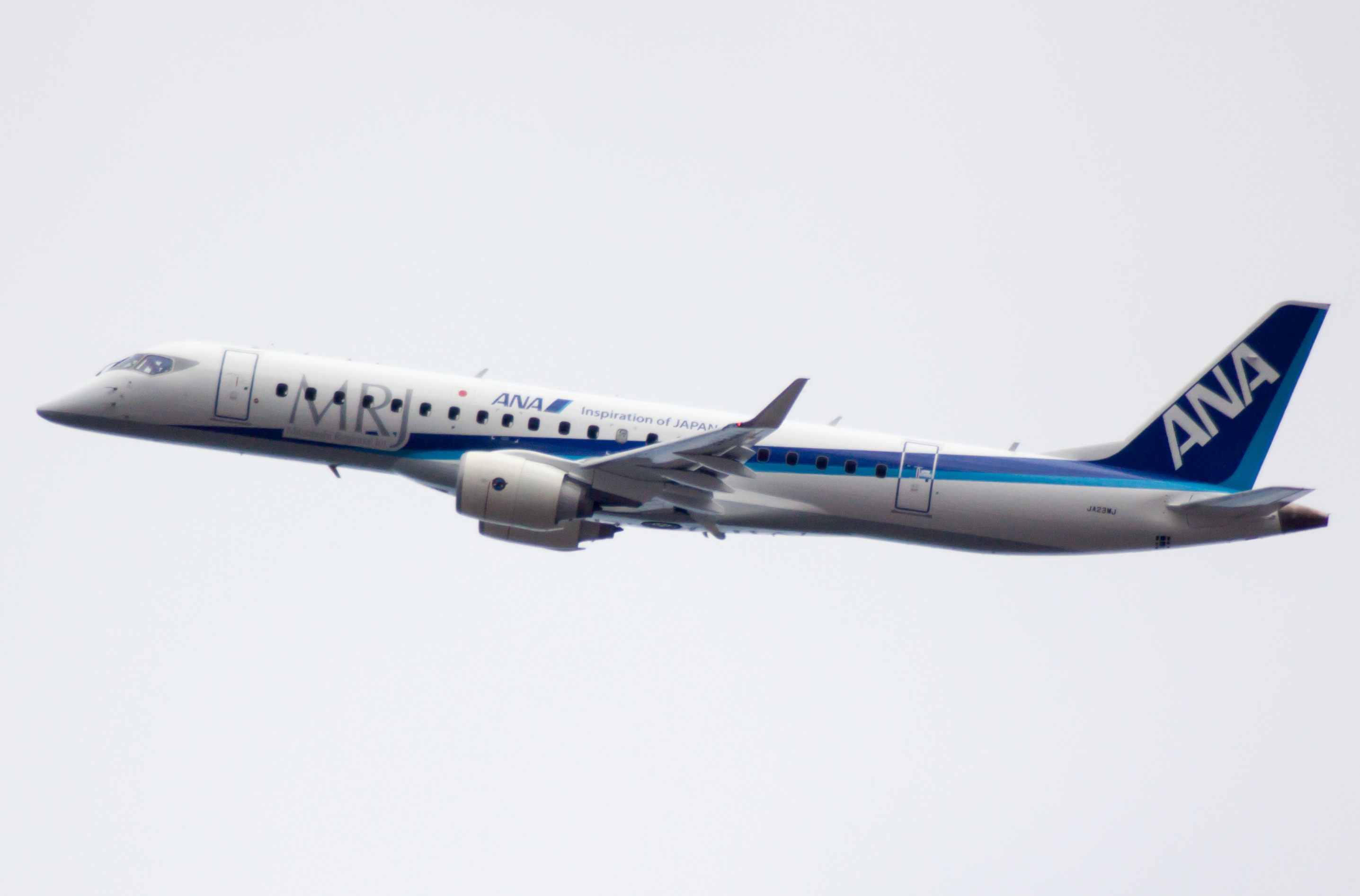
全日空涂装的MRJ

MRJ的首位顧客為全日空，在2008年初時下單訂購了15架MRJ，同時擁有另外10架的選購權，除了是第一間下訂MRJ的航空公司之外，也預計成為該機種的啟用客戶。而除了日本本土外，隨著時間的推進也陸續開始有國外的航空公司表達對MRJ的採購意向，例如在2011年6月時印尼一家新成立的航空業者印尼群島航空（Aero Nusantara Indonesia, ANI）也透過其設在香港的關係企業ANI控股簽訂採購總計5架MRJ70或MRJ90的備忘錄，一度是三菱想要以MRJ進入新興的亞洲航空市場的重要里程碑，但這筆訂單已在2013年時因未對外公開的原因取消。研發進度拖延，全日空與跨州航空公司原定2015年交付的訂單也推遲到2018年。2018年1月26日，三菱飛機宣布與美國的東方航空達成取消協定，但其原因可能與此公司去年遭合併有關。
2019年9月5日，三菱飞机公司宣布与美国梅萨航空集团旗下梅萨航空公司签署100架三菱SpaceJet M100飞机谅解备忘录，其中50架为确认订单，50架该机型购买权。（页面存档备份，存于）

## 相關條目

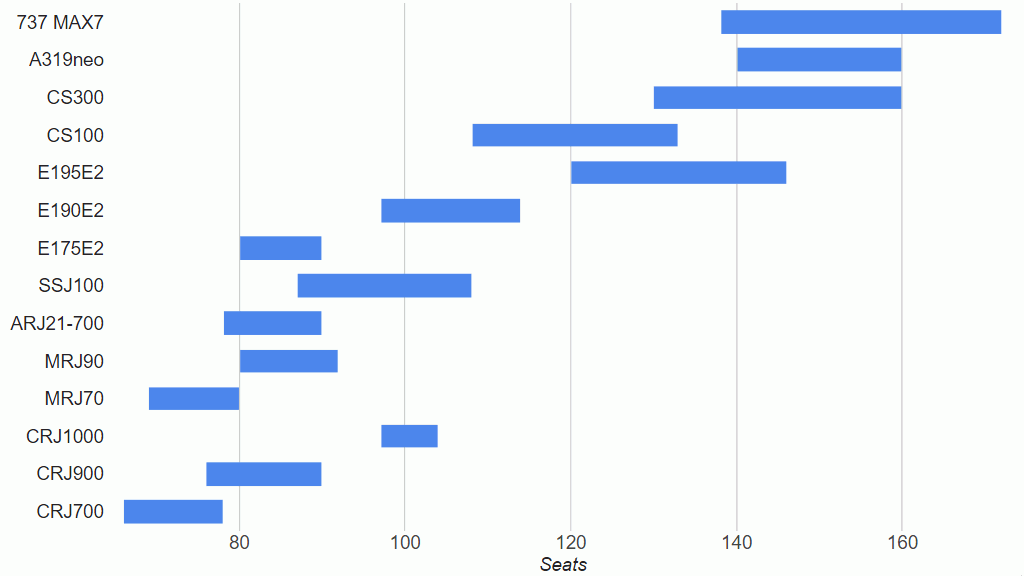
MRJ和其竞争型号的座位数比较

## 外部連結
- （英文）MRJ（三菱官方網站）（页面存档备份，存于）